# Minecraft: Story Mode
A Minecraft: Story Mode egy epizodikus kalandjáték, mely a Minecraft című sandbox videójátékon alapszik. A játék 2015. október 13-án jelent meg, melyhez az epizódok 1-2 hónaponként jelentek meg. A Telltale Games videojáték-fejlesztő cég készítette, a Mojang közreműködésével.
A játék főszereplője Jesse (a szereplő nemét a játékos dönti el), akit a játékos irányít, összefog a barátaival és The Order of the Stone-nal (magyarul: A kő rendje), hogy legyőzzék a pusztító Witherstormot.
Az 1. évad végét követően a Telltale Games még 3 epizódot készített el letölthető tartalomként. 2017-ben a Telltale Games további 5 epizóddal hosszabbította meg a játékot.
A videojáték fejlesztése leállt a Telltale Games 2018. szeptember 11-edikei csődbe menetele miatt.

## Történet
|  | Alább a cselekmény részletei következnek! |

Jesse egy újonc játékos a Minecraft világában, de elhivatott hogy ő legyen a legjobb építő. Jesse barátaival, Axellel és Oliviával és a háziállatával, Reubennel egy építőversenyre készülnek. Miután kreativitásukkal győztek, meghívást kaptak az Enderconra, valamint egy esélyt hogy találkozzanak a The Order Of The Stone egyik tagjával, Gabriellel, a harcossal. Jesse időközben találkozik barátjával, Petrával, aki különböző megbízásokat teljesít pénzért. A gonosz terveket szövő Ivor egy Withercsontváz fejét kéri Petrától, de a megbízás kudarcba fullad, amikor Ivor ,,fizetés" nélkül távozik (gyémántot ígért, de lazuritot adott). Később Jesse és barátai kiderítik, hogy Ivor a fejet egy Witherstorm megalkotásához használja fel. A szörny feléled és Jesse-ék kalandja megkezdődik. Meg kell találniuk a The Order Of The Stone (magyarul: A kő rendje) tagjait, akik már egyszer legyőzték az Enderdragont, és most újra meg kell menteniük a világot. Jesse-nek és barátainak valamint a The Order Of The Stone-nak össze kell fogniuk hogy legyőzzék az életveszélyes Witherstormot. Kalandjuk közben rengeteg olyan világot felfedeznek, amik eredetileg is jelen vannak a játékban, például minigame-ek formájában.

## Szereplők
| Szereplők                                       | Eredeti hang                                       | Leirás                                                                                                 |
| ----------------------------------------------- | -------------------------------------------------- | --- |
| Jesse                                           | Patton Oswalt (fiúként) Catherine Taber (lányként) | A játék főhőse. A játék elején beállíthatod a nemed, így Jesse automatikusan megváltozik.              |
| Petra                                           | Ashley Johnson                                     | Jesse legjobb barátai                                                                                  |
| Axel                                            | Brian Posehn                                       | Jesse legjobb barátai                                                                                  |
| Olivia                                          | Martha Plimpton (1. évad) Natasha Loring (2. évad) | Jesse legjobb barátai                                                                                  |
| Lukas                                           | Scott Porter                                       | az Ocelotok vezetője, Jesse riválisa, de később már barátok                                            |
| Reuben                                          | Dee Bradley Baker                                  | Jesse házi malaca                                                                                      |
| Ivor                                            | Paul Reubens                                       | A Kő rend tagja volt aki az incidens miatt elhagyta a Kő rendet                                        |
| narrátor                                        | Billy West                                         | ? |
| Soren                                           | John Hodgman                                       | Az épitész és a Kő rend vezetője                                                                       |
| Gabriel                                         | Dave Fennoy                                        | A harcos és a Kő rend tagja                                                                            |
| Ellegaard                                       | Grey Griffin                                       | Olivia példaképe, a Redstone mérnök és a Kő rend tagja                                                 |
| Magnus                                          | Corey Feldman                                      | Axel példaképe, a Zsivány és a Kő rend tagja                                                           |
| Aiden                                           | Matthew Mercer                                     | a Lángrudak vezetője, régen az Ocelotok egyik tagja volt                                               |
| Maya                                            | GK Bowes                                           | a lángrudak tagja                                                                                      |
| Gil                                             | Phil LaMarr                                        | a lángrudak tagja                                                                                      |
| Ivy                                             | GK Bowes                                           | ? |
| Isa                                             | Melissa Hutchinson                                 | Az égi város alapítója, valószinüleg ő is az ősi építők tagja volt                                     |
| Milo                                            | Jim Meskimen                                       | Az ellenállás vezetője                                                                                 |
| Reginald                                        | Sean Astin                                         | Az égi város alapítójának őre                                                                          |
| Cassie Rose/Fehér tökfejes                      | Ashly Burch/Roger L. Jackson                       | Egy sorozatgyilkos aki megölt három Youtubert, valószinüleg ő is az ősi építők tagja volt              |
| Stampy Cat                                      | Joseph Garrett                                     | |
| Stacyplays                                      | Stacy Hinojosa                                     | |
| DanTDM                                          | Dan Middleton                                      | |
| LDShadowLady                                    | Lizzie Dwyer                                       | |
| CaptainSparklez                                 | Jordan Maron                                       | |
| TorqueDawg                                      | Adam Harrington                                    | ? |
| Harper                                          | Yvette Nicole Brown                                | P.A.M.A. épitője, Az ősi építők negyedik tagja                                                         |
| P.A.M.A (Prototype Autonomous Management Agent) | Jason Topolski                                     | Egy gonosz szuperszámitógép aki mindent tökéleteséteni akar.                                           |
| Nell                                            | Julianne Buescher                                  | ? |
| Em/Emily                                        | Audrey Wasilewski                                  | ? |
| Hadrian                                         | Jim Cummings                                       | Az ősi építők vezetője                                                                                 |
| Mevia                                           | Kari Wahlgren                                      | Az ősi építők második tagja                                                                            |
| Otto                                            | Jamie Alcroft                                      | Az ősi építők harmadik tagja                                                                           |
| Slab                                            | Christopher Duncan                                 | gladiátor                                                                                              |
| Jack                                            | Fred Tatasciore                                    | Hires kincsvadász                                                                                      |
| Stella                                          | Ashley Albert                                      | Champion city vezetője, aki azt állítja, hogy ő Jesse riválisa. (ami nem igaz, mivel sose találkoztak) |
| Vos                                             | JB Blanc                                           | Jack egyik barátja de később kiderült hogy ő Romeo, az igazi Vos már rég meghalt.                      |
| Romeo                                           | JB Blanc                                           | Az egyik admin megölte Fredet ès elvette Xara hatalmát                                                 |
| Radar                                           | Yuri Lowenthal                                     | Jesse gyakornoka                                                                                       |
| Nurm                                            | Mark Barbolak                                      | Jack legjobb barátja, egy térképész falusi                                                             |
| A börtön igazgató                               | Donovan Patton                                     | A napfény intézet sziguró igazgatója                                                                   |
| Xara                                            | April Stewart                                      | Az X rab, régen ő is egy Admin volt                                                                    |
| Oxblood                                         | Gregg Berger                                       | Egy rab                                                                                                |
| Bigbst4tz2                                      | Anthony Viviano                                    | Az egyik börtönőr                                                                                      |
| Binta                                           | Kimberly Brooks                                    | Fred városának a vezetője                                                                              |
| Porkchop                                        | Maile Flanagan                                     | A fosztogatók vezére                                                                                   |
| Fred                                            | Fred Tatasciore                                    | A harmadik Admin aki meghalt                                                                           |

## Epizódlista

### 1. évad (2015-2016)
| # | Cím                                                      | Rendező                                | Író                                                      | Premier              |
| --- | -------------------------------------------------------- | -------------------------------------- | -------------------------------------------------------- | -------------------- |
| 1. | A Kő rendje (The Order of the Stone)                     | Dennis Lenart, Graham Ross             | Michael Choung, Laura Jacqmin                            | 2015. október 13.    |
| Jessenek és barátainak szembe kell nézniük az életveszélyes Witherstorm-al. Az ő feladatuk, hogy újra egyesítsék A Kő Rend csapatát. |                                                          |                                        |                                                          |                      |
| 2. | Kötelező gyülekező (Assembly Required)                   | Jason Latino                           | Joshua Rubin, Eric Stirpe, Tim Williams                  | 2015. október 27.    |
| Jessenek és társainak (Axel, Olivia) meg kell találniuk A Kő Rend tagjait. |                                                          |                                        |                                                          |                      |
| 3. | Ahol utoljára keresnéd (The Last Place You Look)         | Jonathan Stauder                       | Michael Choung, Laura Jacqmin, Eric Stirpe, Tim Williams | 2015. november 24.   |
| Jesse és barátainak találniuk kell egy kiutat Ivor titkos laboratóriumából és megkeresni Sorent. |                                                          |                                        |                                                          |                      |
| 4. | Egy blokk és egy kemény világ (A Block and a Hard Place) | Graham Ross, Rebekah Gamin Arcovitch   | Brad Kane, Laura Jacqmin                                 | 2015. december 22.   |
| A Witherstorm lassan mindent elpusztít. Jesse csapatának találniuk kell egy módot, hogy véglegesen megsemmisítsék a pusztító szörnyet. |                                                          |                                        |                                                          |                      |
| 5. | Rendre fel! (Order Up!)                                  | Kevin Boyle                            | Eric Stirpe                                              | 2016. március 29.    |
| Jesse, Petra, Lukas, és Ivor Sky City-be (magyarul: égi város) utaznak, hogy megtalálják az "Eversource" (magyarul: Örökforrás) helyét. Miután lopással vádolták őket, Jesse csapatának tisztáznia kell a nevét, majd megmenteni a várost a gonosztól. |                                                          |                                        |                                                          |                      |
| 6. | Egy portál a rejtélybe (A Portal to Mystery)             | Sean Manning                           | Eric Stirpe, Timothy Williams                            | 2016. június 7.      |
| Jesse, Petra, Lukas és Ivor egy rejtélyes portálokkal teli világban találják magukat, és megtalálniuk az ő világukba vezető portált. Ebben az epizódban találkoznak híres külföldi Youtube videósokkal (mint például: CaptainSparklez, TorqueDawg (ami kitalált), DanTDM, Cassie Rose (szintén kitalált), Stampy Cat, Stacyplays és LDShadowLady) és meg kell állitaniuk egy gyilkost amely a White Pumpkin (magyarul: fehér tökfejes) névre hallgat. |                                                          |                                        |                                                          |                      |
| 7. | Hozzáférés megtagadva (Access Denied)                    | Rebekah Gamin Arcovitch and Jason Pyke | Luke McMullen and Eric Stirpe                            | 2016. július 26.     |
| Jesse, Petra, Lukas és Ivor egy elhagyatott sivatagi városban találják magukat. Kiderül, hogy egy gonosz gépezet, a PAMA mindent és mindenkit irányít a tökéletesség és hatékonyság érdekében. Miközben menekülniük kell előle, Jesse-nek és barátainak meg kell mentenie a várost és végre hazajutniuk. |                                                          |                                        |                                                          |                      |
| 8. | Fuss el véle? (A Journey's End?)                         | Vahram Antonian                        | Eric Stirpe, Yale Hannon, and Erica Harrell              | 2016. szeptember 13. |
| Jesse és barátai az Atlas-t keresik, ami segít nekik a hazajutásban. Találkoznak a "The Old Builders" (magyarul: az ősi építőkkel), akik közül Em és pár ember segít nekik végre hazajutni. |                                                          |                                        |                                                          |                      |

### 2. évad (2017)
| # | Cím                                        | Rendező            | Író                                                               | Premier              |
| --- | ------------------------------------------ | ------------------ | ----------------------------------------------------------------- | -------------------- |
| 1. | Hős a rezidencián (Hero In Residence)      | Jonathan Stauder   | Eric Stirpe                                                       | 2017. július 11.     |
| Jesse és Petra éppen egy lámát üldöztek, de közben találtak egy prizmarin kesztyűt és Jesse kezére ragadt, aztán hírtelen kinyit egy zöld átjáró ami feltöltött Crepperek ugornak ki benne, úgyhogy Jesse, Petra és új barátai (Jack és Nurm) a vízalatti templomba indulnak hogy megkeressék a Structure Blockot. |                                            |                    |                                                                   |                      |
| 2. | Óriási következmények (Giant Consequences) | Sean Manning       | Meredith Ainsworth                                                | 2017. augusztus 15.  |
| Miután legyőzték az Admin óriás prizmarin kolosszus formáját, az Admin hóember formába jelenik meg és örök telet küldött Beacontown-ba (magyarul: jelzőfény város), Jesse és barátai elindulnak a kétségek kastélyába.                                                                                             |                                            |                    |                                                                   |                      |
| 3. | Börtönház blokk (Jailhouse Block)          | Christopher Rieser | Adam Douglas                                                      | 2017. szeptember 19. |
| Jesse és barátai (Petra/Jack, Nurm és Radar) a Sunshine Institute (magyarul: Napfény intézmény) börtönbe kerültek, a szökéshez ki kell szabadítani a legveszélyesebb rabot, aki az X rab néven említik. |                                            |                    |                                                                   |                      |
| 4. | A Bedrock alatt (Below the Bedrock)        | Daniel Rosales     | Nicole Martinez, Meredith Ainsworth és Doug Lieblich              | 2017. november 7.    |
| Jesse és barátai egy titokzatos világba kerültek a Bedrock alatt, meg kell találniuk valamit amivel legyőzhetik Romeót, az Admint. Közben meggyűlik a bajuk egy óriás Enderman-el, illetve egy bérgyilkossal is (aki egy régi ismerős).                                                                            |                                            |                    |                                                                   |                      |
| 5. | Fent és túl (Above and Beyond)             | Mark Droste        | Adam Miller, Meredith Ainsworth, Doug Lieblich és Nicole Martinez | 2017. december 19.   |
| Jessie és barátai vissza kerültek a fenti világba hogy egyszer s mindenkorra legyőzzék Romeót. |                                            |                    |                                                                   |                      |